# Liste des titres musicaux numéro un en Autriche en 2003
Cette page liste les titres numéro un dans les meilleures ventes de disques en Autriche pour l'année 2003.

## Classement des singles
| №  | Date         | Artiste                                  | Titre                         |
| -- | ------------ | ---------------------------------------- | ----------------------------- |
| 1  | 3 janvier    | Gerd Show                                | Der Steuersong (Las Kanzlern) |
| 2  | 10 janvier   | Eminem                                   | Lose Yourself                 |
| 3  | 17 janvier   | Eminem                                   | Lose Yourself                 |
| 4  | 24 janvier   | Eminem                                   | Lose Yourself                 |
| 5  | 31 janvier   | t.A.T.u.                                 | All the Things She Said       |
| 6  | 7 février    | t.A.T.u.                                 | All the Things She Said       |
| 7  | 14 février   | t.A.T.u.                                 | All the Things She Said       |
| 8  | 21 février   | t.A.T.u.                                 | All the Things She Said       |
| 9  | 28 février   | t.A.T.u.                                 | All the Things She Said       |
| 10 | 7 mars       | Starmaniacs (de)                         | Tomorrow's Heroes             |
| 11 | 14 mars      | Starmaniacs (de)                         | Tomorrow's Heroes             |
| 12 | 21 mars      | Michael Tschuggnall (de)                 | Tears of Happiness            |
| 13 | 28 mars      | Michael Tschuggnall (de)                 | Tears of Happiness            |
| 14 | 4 avril      | Christina Stürmer                        | Ich lebe                      |
| 15 | 11 avril     | Christina Stürmer                        | Ich lebe                      |
| 16 | 18 avril     | Christina Stürmer                        | Ich lebe                      |
| 17 | 25 avril     | Christina Stürmer                        | Ich lebe                      |
| 18 | 2 mai        | Christina Stürmer                        | Ich lebe                      |
| 19 | 9 mai        | Christina Stürmer                        | Ich lebe                      |
| 20 | 16 mai       | Christina Stürmer                        | Ich lebe                      |
| 21 | 23 mai       | Christina Stürmer                        | Ich lebe                      |
| 22 | 30 mai       | Christina Stürmer                        | Ich lebe                      |
| 23 | 6 juin       | Yvonne Catterfeld                        | Für dich                      |
| 24 | 13 juin      | Yvonne Catterfeld                        | Für dich                      |
| 25 | 20 juin      | Nena & Kim Wilde                         | Anyplace, Anywhere, Anytime   |
| 26 | 27 juin      | Yvonne Catterfeld                        | Für dich                      |
| 27 | 4 juillet    | Buddy vs. DJ The Wave                    | Ab in den Süden               |
| 28 | 11 juillet   | Buddy vs. DJ The Wave                    | Ab in den Süden               |
| 29 | 18 juillet   | Buddy vs. DJ The Wave                    | Ab in den Süden               |
| 30 | 25 juillet   | Buddy vs. DJ The Wave                    | Ab in den Süden               |
| 31 | 1er août     | Buddy vs. DJ The Wave                    | Ab in den Süden               |
| 32 | 8 août       | Buddy vs. DJ The Wave                    | Ab in den Süden               |
| 33 | 15 août      | Buddy vs. DJ The Wave                    | Ab in den Süden               |
| 34 | 22 août      | Buddy vs. DJ The Wave                    | Ab in den Süden               |
| 35 | 29 août      | Buddy vs. DJ The Wave                    | Ab in den Süden               |
| 36 | 5 septembre  | Buddy vs. DJ The Wave                    | Ab in den Süden               |
| 37 | 12 septembre | Buddy vs. DJ The Wave                    | Ab in den Süden               |
| 38 | 19 septembre | Buddy vs. DJ The Wave                    | Ab in den Süden               |
| 39 | 26 septembre | Scooter vs. Marc Acardipane & Dick Rules | Maria (I Like It Loud)        |
| 40 | 3 octobre    | Dido                                     | White Flag                    |
| 41 | 10 octobre   | Dido                                     | White Flag                    |
| 42 | 17 octobre   | Dido                                     | White Flag                    |
| 43 | 24 octobre   | The Black Eyed Peas                      | Where Is the Love?            |
| 44 | 31 octobre   | The Black Eyed Peas                      | Where Is the Love?            |
| 45 | 7 novembre   | The Black Eyed Peas                      | Where Is the Love?            |
| 46 | 14 novembre  | The Black Eyed Peas                      | Where Is the Love?            |
| 47 | 21 novembre  | Overground                               | Schick mir ’nen Engel         |
| 48 | 28 novembre  | Christina Stürmer                        | Mama Ana Ahabak               |
| 49 | 5 décembre   | Christina Stürmer                        | Mama Ana Ahabak               |
| 50 | 12 décembre  | Christina Stürmer                        | Mama Ana Ahabak               |
| 51 | 19 décembre  | Christina Stürmer                        | Mama Ana Ahabak               |
| 52 | 26 décembre  | Christina Stürmer                        | Mama Ana Ahabak               |

## Classement des albums
| №  | Date         | Artiste                                                            | Titre                                 |
| -- | ------------ | ------------------------------------------------------------------ | ------------------------------------- |
| 1  | 3 janvier    | Robbie Williams                                                    | Escapology                            |
| 2  | 10 janvier   | Robbie Williams                                                    | Escapology                            |
| 3  | 17 janvier   | Orchestre philharmonique de Vienne Direction: Nikolaus Harnoncourt | Neujahrskonzert 2003                  |
| 4  | 24 janvier   | Orchestre philharmonique de Vienne Direction: Nikolaus Harnoncourt | Neujahrskonzert 2003                  |
| 5  | 31 janvier   | Orchestre philharmonique de Vienne Direction: Nikolaus Harnoncourt | Neujahrskonzert 2003                  |
| 6  | 7 février    | t.A.T.u.                                                           | 200 km/h in the Wrong Lane            |
| 7  | 14 février   | t.A.T.u.                                                           | 200 km/h in the Wrong Lane            |
| 8  | 21 février   | Deutschland sucht den Superstar                                    | United                                |
| 9  | 28 février   | Deutschland sucht den Superstar                                    | United                                |
| 10 | 7 mars       | Starmania (de)                                                     | Best of Finals                        |
| 11 | 14 mars      | Starmania (de)                                                     | Best of Finals                        |
| 12 | 21 mars      | Starmania                                                          | Best of Duets                         |
| 13 | 28 mars      | Starmania                                                          | Best of Duets                         |
| 14 | 4 avril      | Linkin Park                                                        | Meteora                               |
| 15 | 11 avril     | Starmania                                                          | Best of Duets                         |
| 16 | 18 avril     | Starmania                                                          | Best of Duets                         |
| 17 | 25 avril     | Starmania                                                          | New Songs                             |
| 18 | 2 mai        | Madonna                                                            | American Life                         |
| 19 | 9 mai        | Erste Allgemeine Verunsicherung                                    | Frauenluder                           |
| 20 | 16 mai       | Seer                                                               | Aufwind                               |
| 21 | 23 mai       | Marilyn Manson                                                     | The Golden Age of Grotesque           |
| 22 | 30 mai       | Nena                                                               | 20 Jahre – Nena feat. Nena            |
| 23 | 6 juin       | Nena                                                               | 20 Jahre – Nena feat. Nena            |
| 24 | 13 juin      | Nena                                                               | 20 Jahre – Nena feat. Nena            |
| 25 | 20 juin      | Metallica                                                          | St. Anger                             |
| 26 | 27 juin      | Christina Stürmer                                                  | Freier Fall                           |
| 27 | 4 juillet    | Christina Stürmer                                                  | Freier Fall                           |
| 28 | 11 juillet   | Christina Stürmer                                                  | Freier Fall                           |
| 29 | 18 juillet   | Christina Stürmer                                                  | Freier Fall                           |
| 30 | 25 juillet   | Christina Stürmer                                                  | Freier Fall                           |
| 31 | 1er août     | Christina Stürmer                                                  | Freier Fall                           |
| 32 | 8 août       | Nockalm Quintett                                                   | Die kleine Insel Zärtlichkeit         |
| 33 | 15 août      | Nockalm Quintett                                                   | Die kleine Insel Zärtlichkeit         |
| 34 | 22 août      | Nockalm Quintett                                                   | Die kleine Insel Zärtlichkeit         |
| 35 | 29 août      | The Rasmus                                                         | Dead Letters                          |
| 36 | 5 septembre  | The Rasmus                                                         | Dead Letters                          |
| 37 | 12 septembre | The Rasmus                                                         | Dead Letters                          |
| 38 | 19 septembre | S.T.S.                                                             | Herzverbunden                         |
| 39 | 26 septembre | S.T.S.                                                             | Herzverbunden                         |
| 40 | 3 octobre    | Limp Bizkit                                                        | Results May Vary                      |
| 41 | 10 octobre   | Robbie Williams                                                    | Live Summer 2003                      |
| 42 | 17 octobre   | Robbie Williams                                                    | Live Summer 2003                      |
| 43 | 24 octobre   | Robbie Williams                                                    | Live Summer 2003                      |
| 44 | 31 octobre   | Robbie Williams                                                    | Live Summer 2003                      |
| 45 | 7 novembre   | R.E.M.                                                             | In Time: The Best of R.E.M. 1988–2003 |
| 46 | 14 novembre  | R.E.M.                                                             | In Time: The Best of R.E.M. 1988–2003 |
| 47 | 21 novembre  | R.E.M.                                                             | In Time: The Best of R.E.M. 1988–2003 |
| 48 | 28 novembre  | Kiddy Contest Kids                                                 | Kiddy Contest Vol. 9                  |
| 49 | 5 décembre   | Kiddy Contest Kids                                                 | Kiddy Contest Vol. 9                  |
| 50 | 12 décembre  | Kiddy Contest Kids                                                 | Kiddy Contest Vol. 9                  |
| 51 | 19 décembre  | Kiddy Contest Kids                                                 | Kiddy Contest Vol. 9                  |
| 52 | 26 décembre  | Kiddy Contest Kids                                                 | Kiddy Contest Vol. 9                  |